# Palmarès dell'Unione Sportiva Victoria Libertas Pallacanestro
Il palmarès della Victoria Libertas Pallacanestro, società cestistica italiana con sede a Pesaro, è uno dei più prestigiosi a livello nazionale. Riporta trofei nazionali e internazionali sia a livello professionistico che a livello giovanile. Il primo titolo nazionale vinto nella storia della società pesarese è stato la Coppa Italia nel 1985. Il primo trofeo internazionale vinto dalla Victoria Libertas è stato la Coppa delle Coppe nella stagione 1982-1983.

## Prima squadra

### Competizioni nazionali
6 trofei
| Titolo                               | Stagione/Anno    |
| Campionato italiano: 2               | 1987-88, 1989-90 |
| Coppa Italia: 2                      | 1985, 1992       |
| Serie B d'Eccellenza: 1              | 2005-06          |
| Coppa Italia Serie B d'Eccellenza: 1 | 2006             |

#### Competizioni internazionali
1 trofei
| Titolo               | Stagione/Anno |
| Coppa delle Coppe: 1 | 1982-1983     |

## Settore giovanile
| Titolo                            | Stagione/Anno                              |
| Campionato italiano Under 19: 2   | 1951-1952, 1955-1956                       |
| Campionato italiano Under-17: 4   | 1976-1977, 1997-1998, 2006-2007, 2008-2009 |
| Campionato italiano Under-15: 1   | 1971-1972                                  |
| Campionato italiano Propaganda: 2 | 1977-1978, 1980-1981                       |

Torneo Italia 3x3 Under-16: 1
Torneo Italia 3x3 Under-17: 1